# Sick 'Em
Sick 'Em – debiutancki album zespołu 7 Year Bitch wydany 1 października 1992 przez wytwórnię C/Z Records. Materiał nagrano między czerwcem 1990 a czerwcem 1992 w studiach "Word Of Mouth Studios" i "Avast! Recording Co." w Seattle. Pierwotnie nagrania były wydane na singlu oraz EPkach: Antidisestablishmentarianism i Chow Down.

## Lista utworów
1. "Chow Down" (S. Vigil, E. Davis) – 3:03
2. "Tired of Nothing" (S. Vigil, E. Davis) – 2:14
3. "Knot" (S. Vigil, E. Davis) – 5:08
4. "In Lust You Trust" (S. Vigil, S. Sargent, E. Davis) – 3:25
5. "Sink" (S. Vigil, S. Sargent) – 3:19
6. "Gun" (E. Davis, S. Sargent) – 2:16
7. "Lorna" (S. Vigil, E. Davis) – 1:56
8. "You Smell Lonely" (S. Vigil, E. Davis) – 2:03
9. "No Fucking War" (S. Vigil, S. Sargent, E. Davis, V. Agnew) – 1:53
10. "Dead Men Don't Rape" (S. Vigil, V. Agnew, E. Davis) – 2:47
11. "8-Ball Deluxe" (S. Vigil, E. Davis) – 2:52
12. "Can We Laugh Now?" (Thatcher on Acid) – 2:32

## Skład
- Selene Vigil – śpiew
- Stefanie Sargent – gitara
- Elizabeth Davis – gitara basowa
- Valerie Agnew – perkusja

produkcja
- Scott Benson – nagranie, producent
- John Nevins – inżynier dźwięku